# سيد أندرويد (مسلسل)
سيد أندرويد مسلسل تلفزيوني مصري كوميدي من نوع الرسوم متحركة تم عرضه في رمضان 1437هـ/2016م. المسلسل من بطولة محمد هنيدي، علاء مرسي، إنجي وجدان، عمرو عبد العزيز، إيمان السيد، طاهر أبو ليلة،وإخراج سيد عيسوي.
ويعتبر العمل أول تجارب المخرج سيد عيسوي في مجال الرسوم المتحركة.

## القصة
تدور أحداث المسلسل داخل عالم تكنولوجيا الإنترنت والهواتف الذكية، ويتناول المسلسل علاقات حب وصداقة وعداوة، ينتج عنها العديد من المواقف الكوميدية.

## الممثلون[2]
- محمد هنيدي
- علاء مرسي
- إنجي وجدان
- عمرو عبدالعزيز
- إيمان السيد
- طاهر أبو ليلة (طاهر فاروز)
- طارق عبدالعزيز
- محمد ثروت

- كاندي – الحلقة الثامنة عشر
- عودة اباتشي –الحلقة السادسة عشر
- ما بلاش نتكلم في الماضي – الحلقة الخامسة عشر
- الوحش المصري – الحلقة الرابعة عشر
- المعهد المفتوح – الحلقة الثالثة عشر
- الهدنة – الحلقة الثانية عشر
- اوشنز 4 – الحلقة الحادية عشر
- قنبلة مثيرة للاكتئاب – الحلقة العاشرة
- الحفلة – الحلقة التاسعة
- جهاز كشف الكذب – الحلقة الثامنة
- التيكي تاكا – الحلقة السابعة
- ميكروفيلم - الحلقة السادسة
- اباتشي – الحلقة الخامسة
- الزعابيل – الحلقة الرابعة
- السوق - الحلقة الثالثة
- كوكب الويب 2-الحلقة الثانية
- كوكيب الويب 1 - الحلقة الأولي

## روابط خارجية
- سيد أندرويد على موقع قاعدة بيانات الأفلام العربية